# Astrid Hänschen
Astrid Hänschen, född 4 januari 1967, är en tysk bågskytt. Hon deltog vid olympiska sommarspelen 1992.